# 黑姆斯多夫 (图林根州)
黑姆斯多夫（德語：Hermsdorf，發音：[ˈhɛʁmsˌdɔʁf] ⓘ）是德国图林根州萨勒-霍尔茨兰县的城市，面积7.49平方千米，2023年12月31日人口为8,527人。